# Liberty or Death (album)
Liberty or Death è il tredicesimo album in studio del gruppo musicale power metal tedesco Grave Digger. È stato pubblicato nel 2007 dalla Locomotive Records.

## Tematiche
Come ammesso da Boltendahl stesso in un'intervista: 
(Intervista a Boltendahl)

## Tracce
1. Liberty or Death - 6:33
2. Ocean of Blood - 4:12
3. Highland Tears - 6:15
4. The Terrible One - 4:08
5. Until the last King Died - 5:46
6. March of the Innocent - 5:56
7. Silent Revolution - 6:24
8. Shadowland - 6:26
9. Forecourt to Hell - 5:02
10. Massada - 5:58
11. Ship of Hope - 5:05 (bonus track)

## Formazione
- Chris Boltendahl - voce
- Manni Schmidt - chitarra
- Jens Becker - basso
- Stefan Arnold - batteria
- Hans Peter Katzenburg - tastiere